# 바츨라프 클라우스
바츨라프 클라우스(체코어: Václav Klaus, 문화어: 와쯜라브 클라우스, 1941년 6월 19일~)는 체코의 경제학자이자 정치인이다. 1992년 ~ 1997년, 체코슬로바키아 분리 직전의 마지막 체코 총리이자 슬로바키아 분리 직후의 첫 체코 총리를 맡았으며, 2003년부터 2013년까지 대통령으로 재직하였다.
프라하에서 태어났으며, 프라하 경제대학교에서 경제학을 전공했다. 이탈리아와 미국에 유학했던 그는 미국의 코넬 대학교에서 수학했고, 체코슬로바키아의 경제 연구소와 은행에서 근무했다. 경제학자로 활동했을 때에는 정치·경제·사회에 관한 저술로 알려졌었다.
1989년 바츨라프 하벨이 주도한 민주화 운동인 벨벳혁명 직후 정계에 입문했으며, 시민 포럼에 참가했다. 체코슬로바키아의 재무장관을 지냈으며, 1991년 우파에 속하는 시민민주당의 창당에 참여했다. 1992년 총선에서 시민민주당이 승리하여 체코슬로바키아 연방 공화국에 속하는 체코 공화국의 총리가 되었다. 이듬해인 1993년 슬로바키아의 분리 이후에도 체코의 총리로 그대로 재직했고, 바츨라프 하벨은 체코의 대통령이 되었다. 총리 재직 중 프라하 경제대학교의 교수직을 겸임했다. 1996년 총선에서도 승리하여 계속 총리 자리에 있었으나, 1997년 당의 부패 스캔들로 총리직에서 물러났다. 그 후 1998년 ~ 2002년 국회의장을 맡았으며 2003년 의회에서 5년 임기의 대통령으로 선출되었고, 2008년 재선되었다. 2013년 임기 종료와 함께 물러났다.
클라우스는 유로화 도입에 대해 미온적이면서 회의적인 입장을 표시했으며 유로존 가입 요건을 모두 갖추고 있음에도 체코의 유로화 도입이 시기상조라고 말하며 도입을 지연하였다. 결국 후임 대통령인 밀로시 제만이 집권한 이후에 유로화 도입을 계속 연기하고 있는 상태다.
또한 클라우스는 2015년과 2016년 사이 내전으로 인해 유럽으로 몰려들고 있는 중동 난민들에 대하여 난민들의 유럽 이주에 반대하는 탄원서를 냈다.

## 역대 선거 결과
| 선거명      | 직책명        | 대수 | 정당       | 득표율 | 득표수 | 결과 | 당락 |
| ----------- | ------------- | ---- | ---------- | ------ | ------ | ---- | ---- |
| 2003년 선거 | 체코의 대통령 | 2대  | 시민민주당 | 40.46% | 123표  | 1위  |      |
| 2008년 선거 | 체코의 대통령 | 2대  | 시민민주당 | 55.95% | 141표  | 1위  |      |